# Stanisław Skowron (żużlowiec)
Stanisław Skowron (ur. 6 kwietnia 1939 we Lwowie, zm. 20 marca 2004 w Krzeszowicach) – polski żużlowiec i trener sportu żużlowego.
Jako zawodnik startował w barwach Kolejarza Opole (m.in. w rozgrywkach I ligi w latach 70., zdobywając w 1970 brązowy medal drużynowych mistrzostwach Polski). Trzykrotnie brał udział w finałach indywidualnych mistrzostw Polski (1964 – XV miejsce, 1965 – XI miejsce, 1972 – VIII miejsce).
Trenował pierwsze zespoły Kolejarza Opole i Stali Rzeszów; zajmował się także szkoleniem młodzieży. Krótko przed śmiercią był poważnym kandydatem na ponowne objęcie funkcji trenera rzeszowskiej Stali, a następnie drugoligowej Wandy Kraków.
Zginął pod kołami pociągu na stacji kolejowej w Krzeszowicach pod Krakowem.

## Inne ważniejsze turnieje
| Osiągnięcia: | Osiągnięcia: | 3. miejsce (1966) | 3. miejsce (1966) | 3. miejsce (1966) | 3. miejsce (1966) |
| Sezon        | Miasto       | Msc               | Pkt               | Biegi             | Kluby             |
| 1966         | Leszno       | 3                 | 7                 | (d,2,2,3)         | Opole             |
| 1968         | Leszno       | 12                | 2                 | (1,w,0,1)         | Opole             |
| 1970         | Leszno       | 16                | 1                 | (1,0,0,0,0)       | Opole             |